# Sérgio Ilha Moreira
Sérgio Ilha Moreira (Porto Alegre, 2 de setembro de 1940) é um político brasileiro.